# 1099년

## 연호
- 북송(北宋) 원부(元符) 2년
- 요(遼) 수창(壽昌) 5년
- 일본(日本) 조토쿠(承徳) 3년 / 고와(康和) 원년
- 서하(西夏) 영안(永安) 2년
- 리 왕조(李朝) 호이퐁(會豊) 8년

## 기년
- 고려(高麗) 숙종(肅宗) 4년
- 북송(北宋) 철종(哲宗) 14년
- 요(遼) 도종(道宗) 45년
- 서하(西夏) 숭종(崇宗) 14년
- 리 왕조(李朝) 인종(仁宗) 28년

## 사건
- 1차 십자군의 예루살렘 점령
- 하인리히 5세 독일의 왕으로 등극

## 사망
- 7월 29일 - 교황 우르바누스 2세.
- 고려(高麗)의 태자(太子) 양헌왕(禳憲王)